# Yannick Dammen
Yannick Dammen (26 april 1999) is een Belgisch basketballer.

## Carrière
Dammen speelde in de jeugd van Vabco Basket Mol (ook eerste ploeg), BBC Geel, BBC Lommel en Limburg United. Bij deze laatste ging hij spelen voor de tweede ploeg in de tweede klasse in 2018. In het seizoen 2018/19 speelde hij een wedstrijd mee met de eerste ploeg. Het seizoen erop speelde hij al zes wedstrijden op het hoogste niveau terwijl hij de rest speelde voor de tweede ploeg. 
In het seizoen 2020/21 kwam hij aan zestien wedstrijden en in het seizoen 2021/22 achttien wedstrijden. In januari 2021 werd hij geopereerd aan een blessure aan de enkel. Hij won mee de beker van België in 2022 maar speelde niet in de finale. Datzelfde jaar werd zijn contract verlengt voor twee seizoenen. In de zomer van 2023 tekende hij een contract bij Kangoeroes Mechelen.

## Erelijst
- Belgisch bekerwinnaar: 2022
- BNXT League-kampioen: 2025